# Con amor eterno vol. II
Con amor eterno, vol. II es el octavo álbum de estudio realizado por el grupo musical Pandora bajo la producción de la casa disquera Emi Capitol de México. Fue lanzado el 16 de noviembre de 1993 en formato casete y CD solamente, en la Ciudad de México.
Es la segunda ocasión que realizan un álbum con temas del cantautor mexicano Juan Gabriel.

## Antecedentes
Durante el año de 1992, Pandora se mantuvo en una extensa promoción de su séptimo álbum, principalmente en la Unión Americana.  El grupo estuvo en presentaciones, diversos programas de televisión y estaciones de radio dedicadas a la programación de música en español.
Para finales de la primavera e inicios del verano de 1993, el grupo toma unos meses para descansar de sus diversos viajes, cada una de sus integrantes convivir en su espacio personal y replantear sus próximos pasos en el ambiente artístico.

## Realización
A inicios del verano de 1993, EMI Capitol, deseando volver a tener el éxito de ventas que tuvo el grupo en 1991, plantea a las integrantes del grupo el proyecto de realizar de nueva cuenta un álbum con canciones de diversos temas clásicos del autor mexicano Juan Gabriel, con el cual el grupo estuvo de acuerdo, para el verano, Pandora comienza a trabajar en arreglos y acoples con un nuevo equipos de producción asignado; el cual era comandado por el músico Eduardo Magallanes como productor y director del álbum.
Para finales del verano de 1993, reincorporándose a sus actividades artísticas, el grupo viaja nuevamente a la unión americana para grabar lo que sería su octavo disco, en el cual, a diferencia de su anterior álbum Con amor eterno, en este le dan una orientación mucho más hacia la música regional mexicana integrando al famoso Mariachi Vargas de Tecalitlán en algunos temas.
Después del periodo de postproducción, el álbum hace debut el martes 16 de noviembre de 1993 en la Ciudad de México.

## Promoción
El álbum Con amor eterno, vol. II es lanzado al mercado musical de habla hispana el 16 de noviembre de 1993 desde la Ciudad de México, el cual inició con buenas críticas y una buena promoción.
Como punta de lanza se elige el tema Cuando quieras déjame el cual es acompañado por un video sensual para su promoción, el tema es rápidamente aceptado por el público y la crítica.  Le siguió Mi fracaso como segundo sencillo, otros temas que sonaron fueron Ya no quiero volver con usted y Adiós amor, adiós, mi amor te vas.
Para la promoción del álbum, durante el mes de diciembre de 1993, el grupo hace su debut con bastante éxito en el centro nocturno de la Ciudad de México llamado El Patio con una corta temporada basando su presentación en los temas de su octavo álbum.
El grupo iniciaba la promoción del álbum con presentaciones en programas de televisión y radio, pero desafortunadamente el veto de la empresa Televisa hacía Juan Gabriel existente desde hace algunos años atrás, afectó completamente la promoción de sus sencillos dentro de la República Mexicana, no permitiendo la programación de los videos así como las presentaciones del grupo cantando las canciones del mismo autor en canales de televisión y estaciones de radio que pertenecían a la empresa.
Por tanto, el grupo decide promocionar el disco principalmente fuera de México, dedicando parte del año de 1994 en presentaciones dentro de la Unión Americana y países de Sudamérica.

## Recepción y premios
El álbum obtuvo un buen éxito desde su lanzamiento, pero no fue así en cuestión de ventas, solo vendiendo 300 mil copias en territorio mexicano.  Esto debido en parte a la falta de promoción debido al veto impuesto a temas de Juan Gabriel por Televisa y por los cambios internos que estaba sufriendo la discográfica EMI.
Gracias a la gran promoción realizada en Estados Unidos, los sencillos lanzados de este álbum se colocaron dentro de las listas Billboard.  El grupo fue reconocido con diversos premios americanos : Obtuvieron el Texano Music Awards, el premio Ace de los Periodistas de Nueva York, y  nuevamente nominadas al premio Lo nuestro en la categoría Mejor álbum en 1994.
En junio de 1994, Pandora se presenta en el Teatro de las Bellas artes en Puerto Rico, con un lleno total, y son invitadas nuevamente al Festival de la Calle 8 en la Ciudad de Miami, Florida.

## Videos
- «Cuando quieras déjame»
- «Mañana te acordarás»

## Lista de canciones
Todas las canciones escritas y compuestas por Juan Gabriel. 
| Con amor eterno, vol. II |                                     |          |  |
| N.º                      | Título                              | Duración |  |
| 1.                       | «Mi fracaso»                        | 3:01     |  |
| 2.                       | «Cuando quieras, déjame»            | 2:40     |  |
| 3.                       | «Lo sé, mañana lloraré»             | 3:30     |  |
| 4.                       | «Te voy a olvidar»                  | 3:10     |  |
| 5.                       | «Ya no quiero volver con usted»     | 2:25     |  |
| 6.                       | «El canalla»                        | 2:56     |  |
| 7.                       | «De serenata»                       | 2:58     |  |
| 8.                       | «Sea mi condena»                    | 3:15     |  |
| 9.                       | «Mañana te acordarás»               | 3:31     |  |
| 10.                      | «Silencio, por qué silencio»        | 2:48     |  |
| 11.                      | «La primera vez»                    | 2:20     |  |
| 12.                      | «Dios te bendiga, mi amor»          | 4:11     |  |
| 13.                      | «Cuando todo se acabe»              | 3:25     |  |
| 14.                      | «Te dedico esta canción»            | 2:45     |  |
| 15.                      | «Adiós amor, adiós mi amor, te vas» | 4:30     |  |
| 47:25                    |                                     |          |  |

## Créditos
El Álbum es una Producción de EMI Capitol de México realizado en 1993:
- Es una producción de Eduardo Magallanes
- Arreglos: José Martínez Barajas
- Ingenieros de sonido: Rodolfo Cruz, Fernando Roldan
- Teclados: Manuel Cáceres
- Bajo: Manuel Fernández
- Batería: Alejandro Cerezo
- Guitarras: Daniel López
- Dirección de Arte: Adrián Pose
- Vestuario: Ed Coriano
- Maquillaje: Danny Rodríguez
- Fotografía: Carlos Somonte